# HOXB3
HOXB3 (англ. Homeobox B3) – білок, який кодується однойменним геном, розташованим у людей на короткому плечі 17-ї хромосоми. Довжина поліпептидного ланцюга білка становить 431 амінокислот, а молекулярна маса — 44 340.
| 10         |  | 20         |  | 30         |  | 40         |  | 50         |
| ---------- |  | ---------- |  | ---------- |  | ---------- |  | ---------- |
| MQKATYYDNA |  | AAALFGGYSS |  | YPGSNGFGFD |  | VPPQPPFQAA |  | THLEGDYQRS |
| ACSLQSLGNA |  | APHAKSKELN |  | GSCMRPGLAP |  | EPLSAPPGSP |  | PPSAAPTSAT |
| SNSSNGGGPS |  | KSGPPKCGPG |  | TNSTLTKQIF |  | PWMKESRQTS |  | KLKNNSPGTA |
| EGCGGGGGGG |  | GGGGSGGSGG |  | GGGGGGGGDK |  | SPPGSAASKR |  | ARTAYTSAQL |
| VELEKEFHFN |  | RYLCRPRRVE |  | MANLLNLSER |  | QIKIWFQNRR |  | MKYKKDQKAK |
| GLASSSGGPS |  | PAGSPPQPMQ |  | STAGFMNALH |  | SMTPSYESPS |  | PPAFGKAHQN |
| AYALPSNYQP |  | PLKGCGAPQK |  | YPPTPAPEYE |  | PHVLQANGGA |  | YGTPTMQGSP |
| VYVGGGGYAD |  | PLPPPAGPSL |  | YGLNHLSHHP |  | SGNLDYNGAP |  | PMAPSQHHGP |
| CEPHPTYTDL |  | SSHHAPPPQG |  | RIQEAPKLTH |  | L          |  |            |

A: Аланін

C: Цистеїн

D: Аспарагінова кислота

E: Глутамінова кислота

F: Фенілаланін

G: Гліцин

H: Гістидин

I: Ізолейцин

K: Лізин

L: Лейцин

M: Метіонін

N: Аспарагін

P: Пролін

Q: Глутамін

R: Аргінін

S: Серин

T: Треонін

V: Валін

W: Триптофан

Кодований геном білок за функцією належить до білків розвитку. 
Задіяний у таких біологічних процесах, як транскрипція, регуляція транскрипції, альтернативний сплайсинг. 
Білок має сайт для зв'язування з ДНК. 
Локалізований у ядрі.